# Viñetas (revista)
Viñetas fue una revista sobre historieta dirigida por Joan Navarro entre 1982 y 1984, que tuvo una segunda época como publicación mixta, con artículos e historietas, entre 1994 y 1995, ya en edición de Ediciones Glénat España, S. L.. Si en su primera época, sólo alcanzó 4 números ordinarios y 1 boletín, en la segunda se quedó en 14 números.

## Segunda época (1994-1995)
"Viñetas" contenía artículos y reseñas de Jordi Costa, Jesús Cuadrado, Lorenzo Díaz, Ramón de España, Francisco Pérez Navarro o Antonio Trashorras, además de las siguientes series:
| Números | Título                                               | Guion                | Dibujo                | Tipo                      |
| ------- | ---------------------------------------------------- | -------------------- | --------------------- | ------------------------- |
| 1, 2,   | Los desesperados                                     | Michel Pirus         | Mezzo                 | Serie                     |
| 1, 2,   |                                                      | Micharmut            | Micharmut             |                           |
| 1, 2,   | Las inefables aventuras de Vázquez, agente del fisco | Vázquez              | Vázquez               |                           |
| 1, 2,   | Caracol, La matanza,                                 | Cifré                | Cifré                 | Historieta autoconclusiva |
| 1, 2,   | Subespecies humanas,                                 | Juan Buffil          | Pere Joan             | Poema ilustrado           |
| 1       | Eva Medusa: Yo, el amor                              | Antonio Segura       | Ana Miralles          | Serie                     |
| 1, 2,   | Pastiches                                            | Roger Brunel         | Roger Brunel          |                           |
| 1, 2,   | Torpedo                                              | Jordi Bernet         | Enrique Sánchez Abulí | Serie                     |
| 2       | Baby Killer                                          | Pérez + Tamayo       | Pérez + Tamayo        |                           |
| 4, 5,   | La muerte de Makoki                                  | Miguel Gallardo      | Miguel Gallardo       |                           |
| 5, 6,   | Negras tormentas                                     | Juan Antonio de Blas | Alfonso Font          | Serie                     |
| 6,      | El demonio del Caribe                                | Jean-Michel Charlier | Victor Hubinon        | Serie francesa            |
| 6,      | McGuffin                                             | Antoni Guiral        | Fernando Rubio        | Serie                     |
| 6, 7,   | Roberto España y Manolín                             | Ignacio Vidal-Folch  | Miguel Gallardo       | Serie                     |
| 7,      | Grandes anécdotas                                    | Pep Brocal, Manel    | Pep Brocal, Manel     | Serie                     |
| 7,      | Ralph Edisson                                        | Sergio García        | Sergio García         | Serie                     |
| 8 a 12  | Black Deker                                          | Fernando de Felipe   | Fernando de Felipe    | Serie                     |
| 12,     | El silencio de Malka                                 | Jorge Zentner        | Rubén Pellejero       | Serie                     |